# Raimondo Montecuccoli (incrociatore)
Il Raimondo Montecuccoli fu un incrociatore leggero della Regia Marina e poi della Marina Militare, appartenente alla classe Condottieri tipo Raimondo Montecuccoli. Venne così battezzata in onore del condottiero del XVII secolo Raimondo Montecuccoli.

## Costruzione
Impostato il 10 ottobre 1931 nei cantieri Ansaldo di Genova, varato il 2 agosto 1934, dopo avere effettuato le prove in mare nella primavera del 1935, venne consegnato alla Regia Marina il 30 giugno del 1935.

## Armamento
L'armamento era costituito da otto cannoni da 152/53 mm Mod. 1929 in quattro installazioni binate, sei cannoni da 100/47 mm OTO 1928 in tre installazioni binate, otto mitragliere da Breda 37/54 mm in quattro installazioni binate e otto mitragliatrici 13,2/75,7 mm Breda 1931 in quattro installazioni binate, sostituite durante il secondo conflitto mondiale da dodici mitragliatrici 20/70 mm Oerlikon in installazioni singole.

### Apparato motore
L'apparato motore è costituito da due parti identiche, ciascuna formata da due generatori di vapore collegate ad un gruppo turbine, alloggiate in sei locali separati (due locali per le turbine, quattro per i generatori) posti uno dietro l'altro al centro della nave.
I generatori di vapore surriscaldato a 225 °C, erano caldaie a tubi d'acqua del tipo Yarrow detto Marina Militare a cinque collettori in grado di produrre 90t/h di vapore.
La camera di combustione di ciascun generatore era alimentata da 12 polverizzatori, a nafta riscaldata fino a 90-100 °C. I fumi dei due generatori poppieri venivano evacuati dal fumaiolo di poppa mentre quelli prodieri utilizzavano il fumaiolo di prora. I generatori di vapore erano alimentati con acqua distillata, preriscaldata a 100 °C dai vapori di scarico delle turbine ausiliarie.
Il gruppo turbine era formato da una turbina ad alta pressione ed una turbina a bassa pressione, entrambe del tipo Belluzzo ad azione diretta invertibili per la marcia indietro, collegate da una scatola ingranaggi alla linea d'asse. Il gruppo prodiero azionava l'elica di dritta con rotazione destrorsa, mentre il gruppo poppiero azionava l'elica di sinistra, sinistrorsa. Al di sotto del gruppo turbine era installato il condensatore a bassa pressione, raffreddato con acqua di mare, in grado di far funzionare le turbine in circuito chiuso. Per compensare le perdite d'acqua distillata sono installati tre evaporatori capaci di produrre 154t di acqua distillata nelle 24 ore.

## Attività

### Periodo pre-bellico

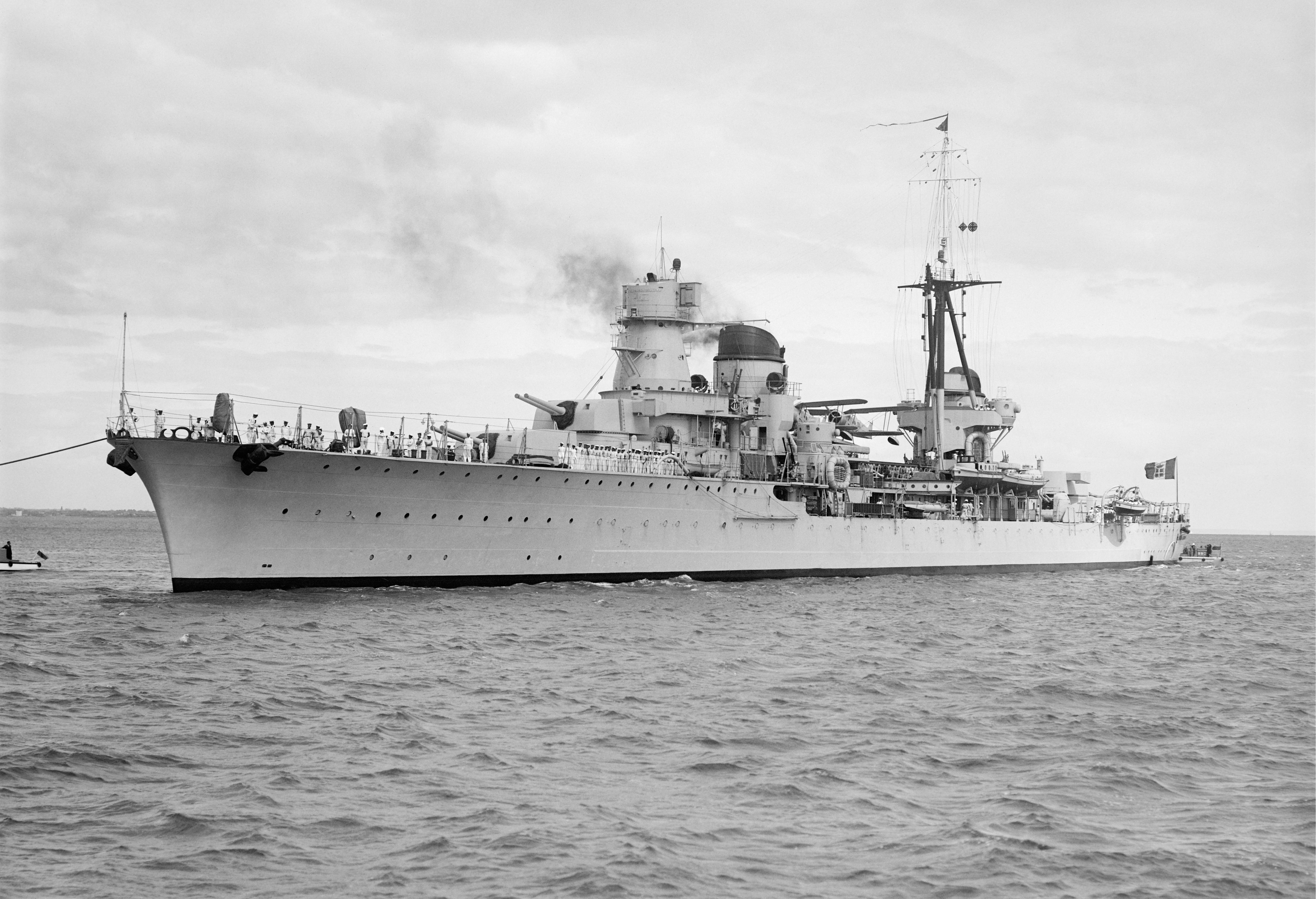
Il Montecuccoli nella Australia

Allo scoppio della guerra civile spagnola partecipò a varie missioni a protezione del traffico marittimo.
Nel 1937 venne inviato in estremo oriente, al comando del Capitano di vascello Alberto Da Zara, a tutela degli interessi italiani nell'area, in occasione del conflitto sino-giapponese partendo da Napoli il 30 agosto e giungendo a Shanghai il 15 settembre dopo aver toccato durante la navigazione Porto Said, Aden, Colombo e Singapore e visitando Sydney, dove giunse in occasione delle celebrazioni del 150º anniversario della fondazione dello Stato del Nuovo Galles del Sud. Nell'occasione il Montecuccoli visitò oltre Sydney i principali porti australiani, quali Hobart, Adelaide, Brisbane e Melbourne. 
Rientrato a Shanghai continuò ad operare in quelle acque in difesa degli interessi italiani, toccando anche numerosi porti giapponesi, rientrando in Italia nel 1938.
Nel periodo 1935 - 1940 i comandanti dell'incrociatore furono i capitani di vascello 
- Carlo Alberto Coraggio (dal 30 giugno 1935)
- Mario Bonetti (dal 10 aprile 1936),
- Alberto Da Zara (dall'11 aprile 1937),
- Onorato Brugnoli (dal 23 dicembre 1938) e
- Giovanni Galati (21 dicembre 1939 - 27 aprile 1940).

### Periodo bellico

Il Montecuccoli in navigazione in formazione di fila con altre unità, la prima delle quali della classe Condottieri

Durante la seconda guerra mondiale, dotato di idrovolanti IMAM Ro.43, incrociò la propria attività con quella del gemello Muzio Attendolo e degli incrociatori Duca d'Aosta prendendo parte alle battaglie di Punta Stilo del 9 luglio 1940. Insieme al Eugenio di Savoia e cinque cacciatorpediniere sparò contro postazioni greche alla isola di Corfù, il 18 dicembre 1940. Fece parte della scorta del convoglio M.42 che culminò nella prima battaglia della Sirte del 17 dicembre 1941.
Prese parte alla battaglia di mezzo giugno (12 - 16 giugno 1942), dove riuscì a mettere fuori combattimento il cacciatorpediniere HMS Bedouin, affondato in seguito da un aerosilurante S.M.79 del sottotenente Martino Aichner della 281ª Squadriglia del 132º Gruppo, ed incendiare la grossa petroliera Kentucky, che si era fermata dopo essere colpita da aerei tedeschi. Due mesi dopo prese parte alla Battaglia di mezzo agosto svolta tra il 10 e il 15 agosto 1942.

#### Il giorno di Santa Barbara
Mentre si trovava a Napoli il 4 dicembre 1942, giorno di Santa Barbara, vi fu un bombardamento da parte dei B-24 americani partiti dall'Egitto che arrivarono indisturbati sulla città in quanto scambiati per una formazione di Ju 52 tedeschi, sganciando le loro bombe da oltre 6 000 metri di altitudine, che colpirono il Montecuccoli, l'Eugenio di Savoia, che ebbe 17 morti e 46 feriti e danni alla parte posteriore dello scafo riparabili in 40 giorni ed il gemello Muzio Attendolo, che colpito al centro da una o due bombe venne danneggiato sotto la linea di galleggiamento inclinandosi per finire semiaffondato. Per il Muzio Attendolo la stima delle operazioni di recupero e dei lavori di riparazione era da dieci mesi ad un anno, ma lo scafo venne recuperato e demolito al termine del conflitto.
Il Montecuccoli venne colpito da una bomba a centro nave proprio dentro un fumaiolo che venne disintegrato lasciando al suo posto un cratere, ma la protezione della corazzatura riuscì a salvare la nave che, oltre ad avere avuto 44 morti e 36 feriti, ebbe bisogno di ben sette mesi di lavori. Al termine dei lavori vennero installate quattro mitragliere 20/70 mm Oerlikon.

### Armistizio

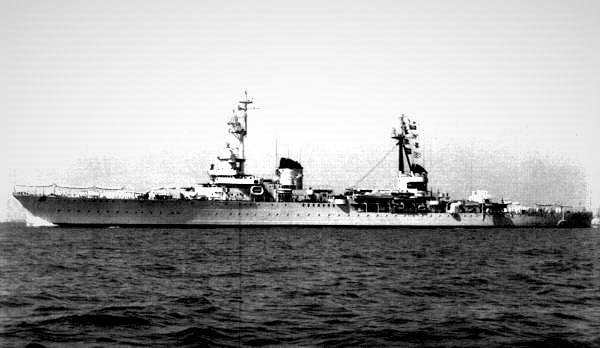
Il Montecuccoli in acqua aperta

All'armistizio dell'8 settembre la nave si trovava a La Spezia, da dove, insieme alle altre due unità che in quel momento costituivano la VII Divisione, l'Eugenio di Savoia e l'Attilio Regolo, alle corazzate Roma, Vittorio Veneto e Italia della IX Divisione, i cacciatorpediniere Mitragliere, Fuciliere, Carabiniere e Velite della XII Squadriglia, i cacciatorpediniere Legionario, Oriani, Artigliere e Grecale della XIV Squadriglia ed una squadriglia di torpediniere formata da Pegaso, Orsa, Orione, Ardimentoso e Impetuoso, salpò per congiungersi con il gruppo navale proveniente da Genova, formato dalle unità della VIII Divisione, costituita da Garibaldi, Duca degli Abruzzi e Duca d'Aosta e dalla torpediniera Libra, per poi consegnarsi agli Alleati a Malta assieme alle altre unità navali italiane provenienti da Taranto. Il gruppo, dopo essersi riunito con le unità provenienti da Genova, per ottenere una omogeneità nelle caratteristiche degli incrociatori, il Duca d'Aosta passò dalla VIII alla VII Divisione, sostituendo l'Attilio Regolo che entrò a far parte della VIII Divisione. Durante il trasferimento la Roma, nave ammiraglia dell'Ammiraglio Bergamini, affondò tragicamente nel pomeriggio del 9 settembre al largo dell'Asinara centrata da una bomba Fritz X sganciata da un Dornier Do 217 della tedesca Luftwaffe partito dalla base di Istres vicino a Marsiglia.
Dall'inizio del conflitto all'armistizio, il Montecuccoli effettuò 32 missioni di guerra percorrendo 31.590 miglia.
Durante la cobelligeranza ed al termine del conflitto, partecipò a numerose missioni di trasporto veloce e di rimpatrio di prigionieri.

### Nave scuola
Il Montecuccoli fu uno dei quattro incrociatori lasciati alla Marina italiana in seguito al Trattato di Pace insieme al Luigi Cadorna al Duca degli Abruzzi e al Garibaldi, tutte unità queste della classe Condottieri come il Montecuccoli.

Il Montecuccoli nel dopoguerra impiegato come nave scuola per l'Accademia Navale

Entrato a far parte della Marina Militare Italiana il Montecuccoli riprese l'attività di squadra a partire dal 1947 fino al 1949 quando, dopo lavori che avevano comportato piccole modifiche, venne destinato a svolgere il compito di nave scuola per gli allievi dell'Accademia Navale di Livorno, effettuando sin dall'estate del 1949 le campagne di istruzione estiva, sia nel Mediterraneo che oltre, toccando nel 1951 Santa Cruz de Tenerife e nel 1952 Londra.
Successivamente venne sottoposto all'Arsenale di La Spezia a grandi lavori di trasformazione e riammodernamento che, dal giugno 1954, lo resero più idoneo al compito di nave-scuola e con l'ingresso dell'Italia nella NATO venne contraddistinto dalla matricola C552.
Le modifiche portarono all'eliminazione di due caldaie, della torretta nº2 e relativo deposito munizioni, del complesso 100/47 centrale e di otto mitragliatrici da 20/70, con un incremento sensibile di complessi antiaerei costituito da armi “Bofors” da 40/56 mm, che sostituirono tutte le mitragliere da 37/54 mm originarie. Vennero installati i radar di scoperta di superficie, di scoperta aerea, di tiro e una nuova centrale di tiro.
I serbatoi di nafta furono aumentati di 300 m³ con il conseguente aumento di 615 miglia di autonomia. I lavori modificarono l'aspetto originale e in particolare le modifiche riguardarono principalmente la zona centrale della nave, con la modifica del fumaiolo prodiero e della plancia di comando, e l'installazione di un robusto albero per il sostegno delle antenne delle nuove apparecchiature radar imbarcate

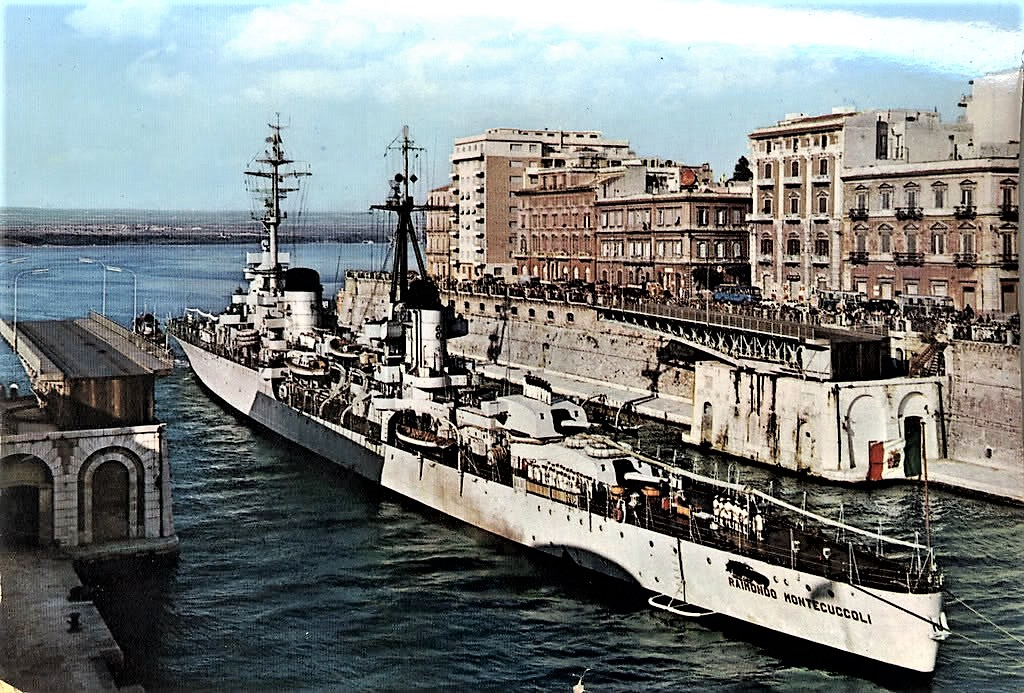
La nave in ingresso a Taranto

Alternando l'attività di squadra alle campagne di istruzione, raggiunse porti come Copenaghen nel 1955, Montréal, Boston e Filadelfia nel 1958, Helsinki nel 1961. Tra le campagne di istruzione, la circumnavigazione del mondo, effettuata dal 1º settembre 1956 al 1º marzo 1957 che, inizialmente non prevista, fu resa necessaria nel ritorno dall'Australia, dove aveva svolto un ruolo di rappresentanza in concomitanza alle olimpiadi di Melbourne, a causa della crisi del Canale di Suez.
Il Montecuccoli, al comando dell'allora capitano di vascello Gino Birindelli, in quella circostanza toccò 34 porti di quattro continenti, percorrendo complessivamente 33.170 miglia.
Dopo aver compiuto la circumnavigazione del continente africano nel 1963, l'anno successivo venne messo in disarmo, ammainando per l'ultima volta la bandiera, a Taranto la sera del 31 maggio 1964. Rimorchiato alla Spezia, nel 1972 venne demolito.
Nel suo compito di nave scuola venne sostituito a partire dal 1965 dal San Giorgio.
Una curiosità: Sul Montecuccoli è stato imbarcato Pasquale Africano il personaggio televisivo che dal 1985 al 2004 impersonava la guardia giurata nella trasmissione Forum, scomparso il 30 agosto 2008, che era un Segnalatore del corso 62.
Attualmente alcuni reperti del Montecuccoli sono stati collocati e visibili all'ingresso della Città della Domenica, il parco faunistico - ricreativo di Perugia sulla sommità del Monte Pulito, a circa 1 km dal quartiere di Ferro di Cavallo. Si tratta di un cannone binato da 152mm, dell'albero di plancia e delle àncore. Ai piedi dell'albero una targa ricorda le 156 missioni, le 3 678 ore di moto effettuate, le oltre 77 800 miglia percorse e il motto.

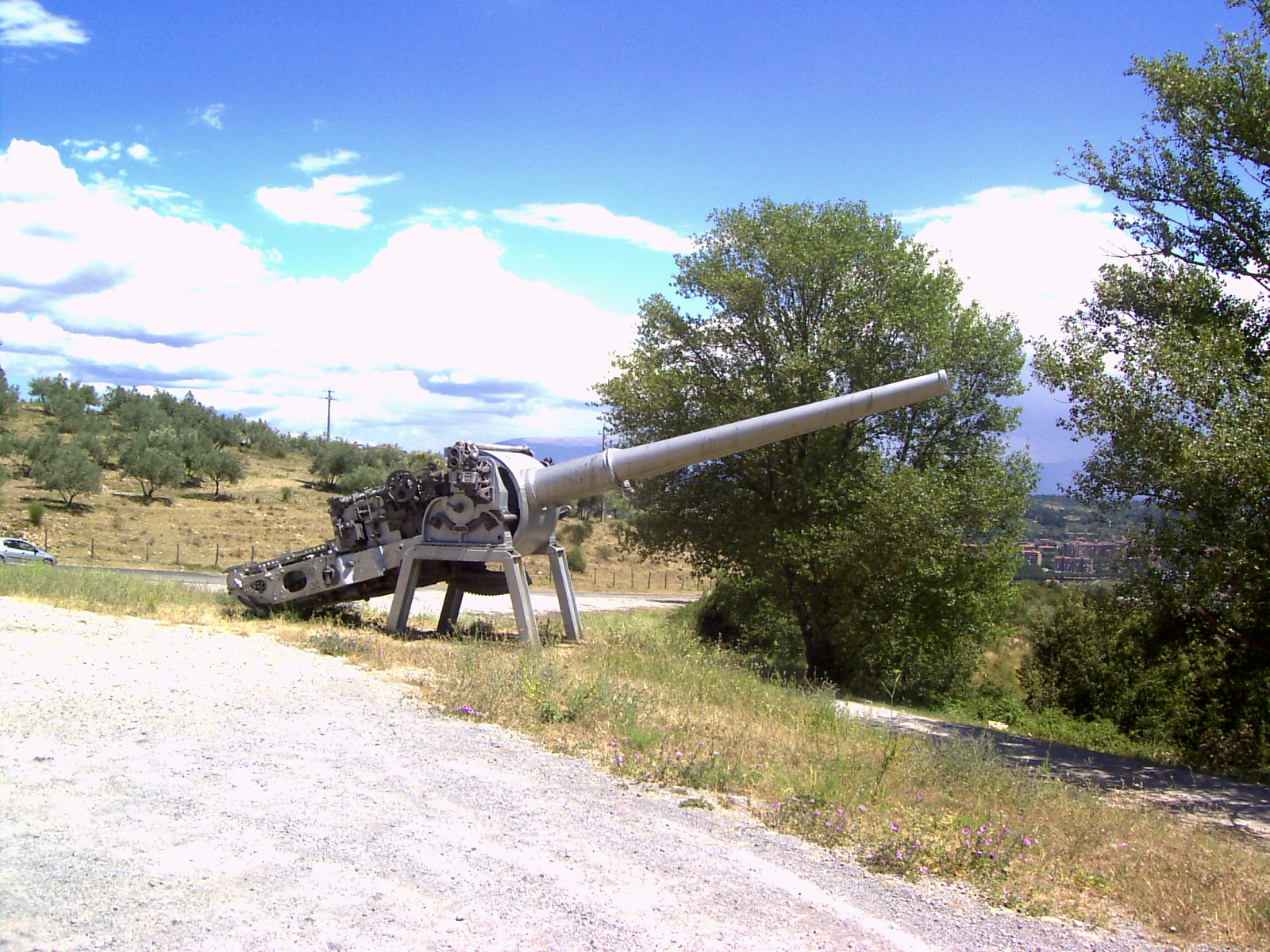
Il cannone da 152 mm conservato all'ingresso del parco Città della Domenica di Perugia

## Comandanti nel periodo bellico
- Capitano di vascello Franco Zannoni dal 28 aprile al 24 ottobre 1940;

- Capitano di vascello Arturo Solari dal 25 ottobre 1940 al 20 gennaio 1943;

- Capitano di fregata Carlo Unger di Lowemberg dal 21 gennaio al 16 maggio 1943 (interinale);

- Capitano di vascello Ubaldino Mori Ubaldini dal 17 maggio 1943 al 21 agosto 1944;

- Capitano di vascello Luigi Cei Martini dal 22 agosto 1944 alla fine della guerra, nel 1945.

## Motto
Il motto della nave era Con risolutezza - Con rapidità che si riferiva alla elevata velocità della nave.
Oltre al motto ufficiale le navi hanno anche altri motti non ufficiali presenti in alcuni locali della nave. Il Montecuccoli aveva come motto non ufficiale "Centum Oculi", che campeggiava in alto sul quadro del condottiero presente nel quadrato ufficiali, motto che faceva riferimento alle eccellenti virtù di apprezzamento della situazione tattica del condottiero rinascimentale, come se avesse Cento Occhi nel valutare velocemente le situazioni del campo di battaglia. Secondo i racconti di marinai di bordo il fantasma del condottiero sarebbe stato avvistato a bordo dell'incrociatore con la divina missione di proteggere la nave che portava il suo nome dalle insidie delle missioni di guerra. Allo scoppio del conflitto un ufficiale di rotta introdusse l'usanza di coprire con la carta stagnola la "O" del motto "Centum Oculi" con l'auspicio di procurare alla nave, che secondo lui difettava di corazzatura, una discreta "scorta" di ben cento colpi di fortuna da "spendere" durante il corso della guerra. La cosa andò però ben oltre la trovata goliardica. Secondo i racconti dei marinai dopo l'applicazione della carta stagnola sulla "O" le apparizioni del condottiero si sarebbero moltiplicate, ma il suggello alla leggenda si ebbe il 15 giugno 1942 quando nel corso della battaglia di mezzo giugno la nave venne raggiunta da un solo colpo d'artiglieria che attraversò il quadrato ufficiali seminando nell'ambiente diversi fori di scheggia, una delle quali, impattando sul quadro del condottiero provocò l'asportazione della "O" del motto "Centum Oculi". Sembra che quando i presenti sul posto si resero conto che, malgrado tutte le schegge, nessuno era stato colpito e tutti incolumi guardarono verso il ritratto del Motecuccoli pieno di fori, notando che la lettera "O" del motto era stata asportata, decisero che il motto dovesse rimanere ed essere tramandato così come era "Centum Culi" e la goliardica storiella del fantasma di Montecuccoli divenne pertanto storia e a questo fu attribuita la fortuna dell'unità nella sua lunga vita di servizio. Dopo il disarmo della nave il quadro del condottiero pieno di fori è stato collocato nel museo storico navale di Venezia.

## Nella cultura di massa
- L'incrociatore Raimondo Montecuccoli e il suo equipaggio, impegnati nel periplo del mondo, è il protagonista della pellicola Ragazzi della marina del regista Francesco De Robertis.
- L'incrociatore è l'ambientazione di parte del romanzo Marinai dello scrittore Giuseppe Pederiali, che in gioventù fu imbarcato su tale nave.